# Autaris
Autaris (ur. ok. 540, zm. 5 września 590) – syn Klefa, król Longobardów od 584. Po objęciu władzy książęta longobardzcy odstąpili mu połowę zdobytych ziem cesarstwa rzymskiego. Dzięki temu został również najbogatszym właścicielem ziemskim co umocniło jego władzę i prestiż. Autaris podczas swego panowania odparł ataki Franków króla Childeberta II, zawarł sojusze z Bizancjum i Bawarami, poślubił córkę Garibalda, księcia bawarskiego, Teodolindę. Pod koniec panowania zabronił Longobardom przyjmowania chrztu. Zmarł otruty 5 września 590 roku.
Jego następcą został Agilulf.